# H!dE
H!dE（ヒデ、2月28日 - ）は、日本のシンガーソングライターである。

## 概要
岡山県倉敷市出身。本名は田中栄行(たなか ひでゆき)。O型

## 来歴
渋谷で見た路上ライブに刺激を受け、シンガーを目指しワタナベエンターテインメントのタレント養成機関・ワタナベエンターテイメントカレッジに在学中に二人組ユニット「SWEETS」を結成し「Restart」はじめシングル2枚、ミニアルバム1枚をリリースするも2011年末に活動を休止。2012年にH!dE(ひで)としてソロ活動を開始し、4月21日に初のソロワンマンライブを開催すると同時にソロ楽曲「晴れのちくもり」「Memory」のリリックビデオをYouTubeに公開。その後「SWEETS」時代からの楽曲「カタチない恋」をH!dE verとして、リアレンジ、再録音しリリックビデオをYouTubeに公開すると注目を集める。
2013年　アーティスト仲間の紹介で音楽事務所fraCoCoに所属し、初のデジタルシングル「For you～愛のカタチ〜」(3曲収録)をリリース。この年、世界的に活躍するイラストアートクリエイターMine(ミネ)と出逢い、アニメーションと連作恋愛ソングを掛け合わせた「うたものがたり」シリーズがスタート。第1弾 第1章として生まれた「Pinky Ring」のMVをYouTubeにアップすると再生回数が伸びSNS上でも話題となる。第2章「Aitai〜約束の場所〜」第3章「キセキ〜再恋story〜」と3部作が完成。
2014年　各地で路上ライブを始め、10月に初の全国6箇所(仙台、東京、名古屋、大阪、岡山、福岡)ワンマンツアーを行う。
2015年　2月デジタルシングル「DAIJOBU」でワーナーミュージック・ジャパンよりメジャー・デビューし有線J-POPお問合せランキング5位に。5月にH!dEとして初のCD 1stミニアルバム「うたものがたり」を限定リリース。
2016年　2ndミニアルバム「うたものがたり2」をリリースし、オリコンチャート30位を記録する。11月に「HITORIJANAI」で初の顔出しMV発表。年末、所属事務所の解散によりフリーのアーティストとして再出発する。
2017年　自己最多全国11ヵ所ワンマンツアーを行い、 9月には地元の倉敷ふるさと大使に任命される。
2018年　マネージャーと出逢い音楽事務所FLY MUSICに所属。2月に初のコラボ楽曲「1日遅れのバレンタイン feat.erica」を配信リリースし、LINE MUSICリアルタイムランキング1位、デイリーランキング5位を記録。5月には徳間ジャパンより、ベスト・アルバム「うたものがたりコレクション」をリリース。
2019年　1月23日に1stオリジナルフルアルバム「STORIES」発売。収録曲の「メゾン」のMVに莉子が主演。フジテレビLove music内コーナー「サキガケ！インスタントmovies！」でマシュマロキャッチ披露。3月に独立し、H!dE自身の音楽事務所としてHWTmusic(HWT→H!dE with 田中家)を立ち上げる。5月にはライブDVDの制作をかけて、初のクラウドファンディングに挑戦し、多くの方の支援を受け実現。DVDは2020年に発売された。7月に初のホールワンマンを地元倉敷市芸文館にて行い、同日1stシングル「君色」リリース。9月に岡山を盛り上げるため、主催イベント「RAINBOW」を開始し、岡山にて定期的に開催。11月～翌年3月まで倉敷シティエフエムレディオモモにて、初の冠ラジオ番組「H!dEの君色レディオ」を放送。 Honda Cars 倉敷東のCMソングを手がけ、愛犬MOCOと共にCM出演も果たす。
2020年　東京を離れ、地元の岡山へ拠点を移す。2019年リリースの1stフルアルバム「STORIES」が、第12回CDショップ大賞中国ブロック賞を受賞。テレビ東京自慢したい人がいます〜拝啓 ひねくれ3様〜にて紹介される。コロナ禍でツアーファイナルや主催イベント、ラストストリートツアーなど中止(延期) となり、無観客ライブ配信などを行う。VOGとのコラボ曲第2弾として「マヨネーズソース(仮)」を共同で制作（後に正式タイトル「ガラクタ」に）。2021年春にリリース予定のCD「うたものがたり5」、そして初の配信カバーアルバムをかけたクラウドファンディングを成功させる。Honda Cars倉敷東の出演CM第2弾が12月よりオンエア。それに伴い12月3日、岡山放送「なんしょん」内コーナー「ミルンへカモン！」へHonda Cars倉敷東の社員と共に、地元のテレビ番組では初の生出演となった。
2021年　2月 LINE LIVE専属ライバーとなり配信開始。LINE LIVEで開催した「B.LEAGUE「クラブ公式応援ライバー」No.1決定戦」に参加し、香川ファイブアローズの公式応援ライバーとなる。4月、岡山市の表町商店街に事務所を移転。「H.W.T ENTERTAINMENT」として、新規事業や若手アーティストの育成も目指す。さらにECサイトで販売していた自身のブランド「H.W.T」のアパレルショップも隣接し、5月1日オープン。6月「香川ファイブアローズ2020-21 SEASON オンラインブースター感謝祭」にて初のMCをこなす。タウン情報おかやま7月号に特集記事掲載、ウェブサイトでも紹介されている。7月5日、配信カバーアルバム「恋ものがたり～love song covers～」がLINE MUSICより先行配信される。9月10日、新たにYouTubeチャンネル「H!dEちゃんねる」始動。LINE LIVEにて開催された『江頭2:50のYouTubeチャンネル「エガちゃんねる」出演権争奪イベント』にて出演権を獲得し、9月17日に「【エヴァ碇シンジドッキリ】江頭が裏では超ネガティブで煮え切らない性格だったら・・・」と同サブチャンネルにて「【バドミントン対決】江頭連合軍VSブリーフ団S（経験者）」が公開された。
2022年　1月にミュージシャン仲間であるVOG（ボグ）と岩ちゃん（がんちゃん:カメラマン・クリエイター）と3人で新たなYouTubeチャンネル「ガラクタチャンネル」をスタートさせた。6月30日 配信リリースコンピレーション・アルバム「Street Covers ～Songs for you～」に「愛のうた/倖田來未 covered by H!dE」が収録される。8月27日 自身2度目のホールワンマンライブを倉敷市芸文館にて開催し、翌28日VOGとの共作「ガラクタ」を配信リリース。11月15日  2023年末でH!dEとしての活動の卒業を発表。
2023年　3月25日からラストストリートライブツアーで全国を廻り6月25日岡山駅にて路上ライブを終了。7月23日からラストワンマンライブツアーを岡山からスタート。12月2日、3日にラストワンマンライブを岡山YEBISU YA PROで開催。
2024年　田中栄行（H!dE）として引き続きSNSの更新を続けている。拠点を神奈川県川崎市へ移し、4月よりHWT ENTERTAINNENT改めNANAIRO FACTORYとし、アーティストを中心に、様々な色を持った一人一人の夢や目標を叶えたい、夢や目標を見出せない方に夢を与えたいというコンセプトで新たな道を進む。12月、新しくアーティスト名をChocolatDog（ショコラドッグ）と改名。音楽×アパレル×飲食を展開していく。Instagram、Xも開設している。

## 人物
- 本名の田中にちなみ、ファンの総称は「田中家」[32]。SNS等でファンとの交流も盛んである。
- 愛犬MOCO(マルプー)を溺愛し[33]ファンからも人気でグッズのキャラクターにも使用されている。
- ラブソングや応援ソングが楽曲の中心でYouTube総再生回数は2500万回を超える[20]。特に代表曲の「Pinky Ring」は恋が叶うと話題で、YouTubeのコメント欄は幸せなコメントが寄せられ続けている。
- 2018年のコンセプトは「お父さんに紹介できるアーティスト」や「大切な人に紹介したいシンガー[34]」。
- 好きな言葉は『努力の上に花は咲く』

## ディスコグラフィー

### デジタルシングル
| 枚   | 発売日         | タイトル                          |
| ---- | -------------- | --------------------------------- |
| 1st  | 2013年8月30日  | For you ～愛のカタチ～(3曲収録)   |
| 2nd  | 2013年10月24日 | PinkyRing                         |
| 3rd  | 2013年11月23日 | Aitai～約束の場所                 |
| 4th  | 2013年12月21日 | キセキ～再恋story～               |
| 5th  | 2014年8月29日  | KAKUSHIGOTO                       |
| 6th  | 2014年12月5日  | OSOROI                            |
| 7th  | 2015年2月25日  | DAIJOBU                           |
| 8th  | 2015年5月18日  | AIKAGI                            |
| 9th  | 2015年10月30日 | SUKOSHIDAKE                       |
| 10th | 2015年11月27日 | SAYONARA                          |
| 11th | 2015年12月24日 | TOMODACHI                         |
| 12th | 2016年2月14日  | KITTO                             |
| 13th | 2016年11月11日 | HITORIJANAI                       |
| 14th | 2017年3月18日  | 2.28                              |
| 15th | 2017年9月29日  | BAKAみたい！                      |
| 16th | 2017年12月27日 | 1日遅れのバレンタイン feat. erica |
| 17th | 2018年2月21日  | うたものがたり3 (3曲収録)         |
| 18th | 2020年4月10日  | SAKURA                            |
| 19th | 2020年6月6日   | 未来Drive                         |
| 20th | 2020年7月25日  | Cheers to your eyes               |

### アルバム
| 枚        | 発売日        | タイトル                   |
| --------- | ------------- | -------------------------- |
| 1st(ミニ) | 2015年5月18日 | うたものがたり             |
| 2nd(ミニ) | 2016年2月22日 | うたものがたり2            |
| 3rd       | 2018年5月9日  | うたものがたりコレクション |
| 4th       | 2019年1月23日 | STORIES                    |

### デジタルカバーミニアルバム
| 枚  | 発売日       | タイトル                         |
| --- | ------------ | -------------------------------- |
| 1st | 2021年7月5日 | 恋ものがたり〜love song covers〜 |

### 会場&通販限定
| 枚          | 発売日        | タイトル                                |
| ----------- | ------------- | --------------------------------------- |
| 1stシングル | 2019年7月27日 | 君色                                    |
| 1stDVD      | 2020年6月     | H!dE ONEMAN LIVE 2019〜With KURASHIKI〜 |

### 参加作品
| 発売日            | アーティスト    | タイトル                                        | 備考                                          |
| ----------------- | --------------- | ----------------------------------------------- | --------------------------------------------- |
| 2017年6月14日     | Rafvery         | 「奇跡の絆 friending H!dE」                     | 新潟県専門学校 エイシンカレッジCMタイアップ曲 |
| 2018年7月18日     | erica (歌手)    | 「Summer Chance! feat.H!dE」                    | ミニアルバム「告ラボ」に収録                  |
| 2018年4月20日     | TA★1            | 「WITH feat. VOG,etsuco,H!dE,柴田知美」         | 配信のみ                                      |
| 2019年3月6日      | VOG             | 「たった1秒でも…feat.H!dE」                     | シングル「タカラモノ」に収録                  |
| 2020年4月14日配信 | SUKIYAKIPROJECT | 「ONE」                                         | クラウドファンディングにて2020年8月CD化       |
| 2020年7月5日      | Precious        | 「本気応援～マジエール(2020for dreamer)」(配信) | チャリティシングル                            |

## タイアップ
- 「アイコトバ ～Pinky Ringの誓い～」TVh（テレビ北海道）「みにっつ」エンディング曲＆テレビ埼玉「V-Clips」5月度オープニング曲＆レディオモモ朝刊ラジオ【Weekly Push!!】(いずれも2018年)
- 「メゾン」RADIODateFm「仙台ドリーム」エンディング曲（2019年）
- 「君色」倉敷シティエフエム　レディオモモ「H!dEの君色レディオ」オープニング曲(2019年11月～2020年3月)
- 「未来Drive」HONDA CARS倉敷東TVCM(2020年～)[40]